# Pastoral (dúo de rock)
Pastoral fue un dúo de folk rock y rock progresivo argentino, integrado por Alejandro De Michele y Miguel Ángel Erausquin, caracterizados por un estilo desafiante y vanguardista, con música acústica, bellas melodías y letras con una marcada línea poética. Su aparición se produjo en 1973. A lo largo de los años varios músicos los acompañaron, sobre todo en presentaciones en vivo: Daddy Antogna, Hugo Villarreal, Pedro Aznar y Oscar Moro, meses antes de integrarse a Serú Girán. El álbum que los popularizó fue En el hospicio (1975), producido por Litto Nebbia.
Su canción «En el hospicio» logró el puesto 41° en el ranking de los 100 mejores temas de rock argentino por Rock.com.ar en 2007.

## Historia

### Un origen rústico
En un comienzo su derrotero musical puede definirse como acústico, aunque pronto el dúo hizo gala de un eclecticismo que se mantendría como una constante durante toda su existencia.
Alejandro De Michele y Miguel Ángel Erausquin se conocieron en el Colegio Mariano Moreno, en 1971 y al poco tiempo -y luego de escribir y ensayar varias canciones, entre ellas «Libertad Pastoral»- decidieron actuar en vivo, debutando en el Teatro Diagonal de Mar del Plata el 18 de noviembre de 1973.
Ese año editaron su disco Pastoral, a través del sello Cabal, sin promoción, lo que sumado a la temática oscura y surrealista de sus canciones, lo tornó inaccesible al gran público. Grabado con recursos mínimos, se destacó con su sonido crudo y a menudo desgarrador. Las obsesiones de Alejandro De Michele (el vientre, la muerte, la locura) ya están presentes en este sólido pero casi anónimo debut discográfico. Cuando Pastoral entró a los estudios, lo hizo en absoluta indefensión, sin experiencia en la industria. «Libertad Pastoral», tema central del disco, era una composición de De Michele con arreglos de Erausquin. Sin embargo, por una maniobra turbia, en la contraportada del LP Pastoral, apareció como compuesta por Alejandro y el Sr. Piscicelli.
Alejandro declaró a la revista Pelo (1974):

"Te voy a dar un ejemplo de lo que significa estar dentro de la maquinaria y cómo hay que luchar por no ensuciarte. Cuando surgió la posibilidad de grabar creíamos que toda la gente que estaba alrededor de este asunto era honesta y limpia; y en alguna medida pensábamos que iban a hacer lo posible para hacer llegar lo que nosotros pensábamos hacer como músicos. Pero no fue así: sin que nosotros lo supiéramos nuestro tema central 'Libertad Pastoral' apareció firmado por mí y por el productor, que se adjudicó parte del tema para cobrar las ganancias que diera. Eso es muy habitual en el ambiente musical. Pero nos enteramos tarde. Por suerte la compañía también ignoraba el asunto y cuando se enteró echaron al productor".

### Surrealismo y oscuridad
Para su segundo disco contaron con la producción artística de Litto Nebbia y la participación de su trío como grupo de apoyo. El resultado es uno de sus trabajos más célebres, En el hospicio (1975). Este disco (con una portada diseñada por el propio Alejandro, mostrando una estética casi gótica en sus fuertes contrastes de blanco y negro) profundiza lo insinuado. La música de Pastoral era calma y de una sobria corrección técnica, sin alardes de virtuosismo pero con buen gusto en su instrumentación. Las armonías vocales eran uno de sus sellos característicos; este disco hace fuerte hincapié en ellas. A estas alturas, los focos de la prensa especializada se dirigían a la figura del introspectivo y discreto De Michele, que comenzaba a mostrarse como uno de los más grandes poetas. Otros, más allá de su temática, ponían el acento en su delicada voz de contratenor.
En el hospicio fue un éxito en lo comercial, pero sobre todo en la faz artística: con letras que versaban sobre la locura, la muerte y la autodestrucción hasta llegar a pasajes casi nihilistas, Pastoral había definido su estilo y se diferenciaba de otros grupos de la época por la profundidad de su propuesta.

### En la cumbre
En 1976 el dúo editó la que es considerada su obra maestra: Humanos, que bordeaba lo conceptual en torno a la muerte y la sinrazón de la existencia. Para su grabación se contó con una orquesta de cuerdas a cargo de Antonio Agri, y de invitados de lujo como Charly García, Oscar Moro y Pino Marrone. En paralelo, Pastoral se convirtió en el primer grupo de rock en castellano en incluir tópicos ecológicos en sus canciones. Humanos, un disco casi teatral, incluía también un opus clásico de casi diez minutos llamado «Me desprendo de tu vientre / De regreso a tus entrañas» conformado por dos canciones enlazadas temática y musicalmente, en los que De Michele demuestra un registro vocal altísimo. La grabación se realiza parcialmente en vivo, y el álbum es presentado con un recital en el teatro Estrellas.
En busca de una mayor pureza de sonidos, Pastoral se dirigió a Brasil para completar su siguiente disco, el más ecléctico y variado de su carrera: Atrapados en el cielo, de 1977. Este disco, con una temática aún más compleja y hermética que Humanos presenta una gran riqueza instrumental. Se incluyen sintetizadores, instrumentos de viento e inclusive gaitas. Pastoral se había desprendido de sus inicios acústicos para evolucionar en la variedad de sonidos.
Efectuaron un recital en el Estadio Luna Park, el 14 de abril de 1977, que llenan casi en secreto, por la veda impuesta al rock por el gobierno militar. Pastoral se había convertido en un fenómeno de masas.
Casi en simultáneo editaron un nuevo sencillo con canciones que no se encontrarían en ningún otro disco oficial: «Mensaje mágico» (una de sus declaraciones más optimistas) y el enigmático instrumental «Reflejos del hombre».

### El fin de una etapa
El desgaste de la fama determinó que decidieran disolver el dúo a fines de 1978. Como complicación adicional, Pastoral había firmado un contrato con una nueva discográfica especializada en rock llamada Sazam Records, que les exigía editar tres nuevos discos, a lo que los músicos se negaron ante la convicción de que el grupo ya era historia. El problema se solucionó con la edición de un único álbum de Pastoral, y un trabajo solista de cada uno de sus integrantes.

### Alejandro De Michele y Merlín
El título del disco “póstumo” del dúo fue elocuente: De Michele – Erausquin, editado en 1979, era un claro mensaje anunciando que Pastoral había dejado de existir. Pese a las ofertas que recibieron para tocar en un concierto de despedida, De Michele volvió a negarse y se sumió en un ostracismo que duró casi dos años, en los que se dedicaría a escribir un libro de memorias y a proyectar una ópera rock llamada Federico Siete Vidas. En esta etapa, de Michele se juntó con el ex-Crucis, Gustavo Montesano, y dieron vida a Merlín, que editó un solo álbum presentado en el Teatro Astral en marzo de 1980.

### Re-Generado
En 1982, De Michele y Erausquin decidieron reunirse calladamente para grabar un álbum. No hubo tampoco en esta oportunidad, grandes conciertos ni notas para los medios masivos. El regreso de Pastoral fue silencioso y la noticia se esparció por los rumores entre el público. El resultado fue Generación, un disco que sorprendió a propios y extraños al abandonar el sonido calmo y reflexivo que era una de las características más marcadas de Pastoral, reemplazándolo por una fuerte base rítmica, sintetizadores y fuertes solos de guitarra eléctrica. El álbum fue otro éxito de ventas en la Argentina post-Malvinas, y se con letras ácidas y directas, plagadas de irónicas referencias al derrumbe social y económico del país.
El disco fue presentado en un gran concierto en el Estadio Obras Sanitarias en un concierto que la prensa especializada calificó como uno de los más brillantes de Pastoral.
A comienzos del siguiente año, se editó una recopilación con sus obras más célebres, titulado Todo Pastoral. Coincidiendo con el décimo aniversario del dúo, se presentaron en el Estadio Obras Sanitarias el 30 de abril de 1983, ante un marco de público aún más amplio. Se ubicaron sistemas de sonido en la calle frente al estadio para que el numeroso público sin entrada pudiera escuchar el concierto. 
En esta oportunidad, se puso un cuidado especial en la escenografía (una mina de carbón diseñada por De Michele), y así el dúo hizo su aparición en el escenario ataviado como mineros, casi a oscuras, y llevando cascos con linternas. La primera mitad del concierto fue eléctrica y llena de un rock and roll intenso y emocional. Luego, la banda desapareció tras una cortina de humo, para volver al escenario que ahora aparecía cubierto por parvas de pasto. De inmediato dio comienzo el set acústico clásico.
Al finalizar, Alejandro salió del backstage para saludar a una mujer de la primera fila: su madre, que cumplía años al día siguiente.

### La tragedia y después
Con el dúo consolidado una vez más, De Michele tenía en mente nuevos horizontes creativos para Pastoral: más experimentación, nuevos sonidos y una firme incursión en el terreno del video. También planeaba su propio disco solista, Cuarto transitorio.
En la madrugada del 20 de mayo de 1983, el Ford Falcon de Alejandro De Michele embistió un árbol frente al Velódromo Municipal, provocándole la muerte. La tragedia de Alejandro implicó también el final de Pastoral, ante la decisión de Erausquin de no continuar con el nombre del dúo sin su compañero de toda la vida.
En la actualidad, con el mito de Pastoral revalorizado por las nuevas generaciones en todo el mundo, se encuentra en preparación una película basada en la vida de De Michele.
A fines de 2009 fue editado en forma oficial un disco doble con el registro en vivo de aquel show en Obras. Además del dúo participan en la banda Gustavo Donés, el fallecido bajista histórico de Suéter y viejo conocido de Alejandro desde los días de Merlín; El Pato Loza, luego baterista de Los Abuelos de la Nada; Juan del Barrio tecladista sobrio que ya había sido parte de MIA y de Spinetta Jade, y el Negro García López, guitarrista de La Torre y miembro estable de la banda de Charly García.

## Discografía
Álbumes de estudio:
- Pastoral (1974)
- En el hospicio (1975)
- Humanos (1976)
- Atrapados en el cielo (1977)
- De Michele - Erausquin (1979)
- Generación (1982)

EPs:
- Mensaje mágico (1977)

Álbumes en vivo:
- En vivo Obras 1983 (2009)

Recopilaciones:
- Nuestra pequeña historia (1978)
- Todo Pastoral (1983)
- El álbum (1990)
- Todo Pastoral (1992)
- Oro (2000)

## Discografía de grupos relacionados
Discografía solista de Alejandro De Michele:
- Merlín (1980, con el grupo Merlín)

Discografía solista de Miguel Ángel Erausquin:
- Hacia la libertad (1980)
- A través del Sol (1992)